# Épsilon Cephei

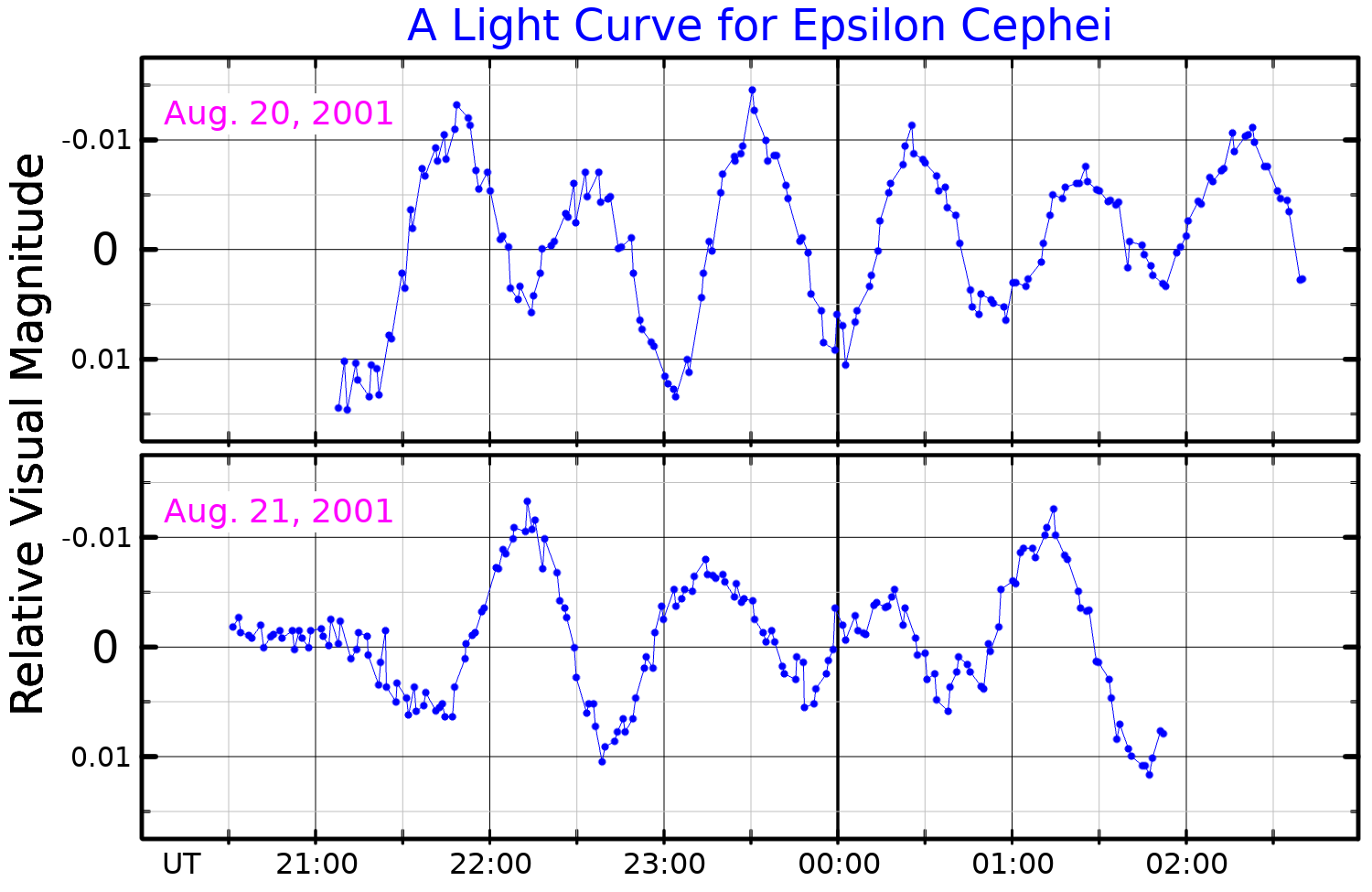
Curva de luz de Épsilon Cephei

Épsilon Cephei (ε Cep / 23 Cephei / HD 211336) es una estrella de magnitud aparente +4,18 en la constelación de Cefeo. Recibe el nombre, poco utilizado, de Phicares, un antiguo nombre fenicio para la constelación de Cefeo que significa «el que prende fuego». Se encuentra a 84 años luz del sistema solar.
Épsilon Cephei es una estrella blanco-amarilla de tipo espectral F0 catalogada como subgigante, si bien su luminosidad 11 veces mayor que la del Sol se corresponde mejor con una estrella de la secuencia principal. Su temperatura superficial es de 7330 K, con un radio el doble del radio solar. Su velocidad de rotación es de al menos 90 km/s, lo que la lleva a completar un giro en poco más de un día. Su edad estimada es de unos 1000 millones de años.
Épsilon Cephei es una estrella variable Delta Scuti. Estas son variables que presentan cambios en su brillo debido a pulsaciones radiales y no-radiales en su superficie, y se pueden considerar cefeidas de baja masa. El brillo de Épsilon Cephei fluctúa entre +4,15 y +4,21 en un período de 1,0 horas, y sobrepuesto a él existe un segundo período de 1,6 horas.